# Fua'amotos internationella flygplats
Fua'amotos internationella flygplats (IATA: TBU, ICAO: NFTF) är en flygplats belägen 35 kilometer ifrån Nuku'alofa, Tongas huvudstad, på Tongatapuöarna.